# Mauvein
Mauvein, također poznat kao anilinska ljubičasta, bilo je jedno od prvih sintetičkih bojila (anilinske boje). Slučajno ga je otkrio W. H. Perkin 1856. dok je pokušavao stvoriti lijek za malariju. Također je među prvim kemijskim bojama koje su masovno proizvedene. Mauveine je smjesa četiri srodna aromatska spoja koja se razlikuju po broju i smještaju metilnih skupina. Njegova organska sinteza uključuje otapanje anilina, p-toluidina i o-toluidina u sumpornoj kiselini i vodi u omjeru otprilike 1: 1: 2, zatim dodavanje kalijevog dikromata.

## Povijest
1856. W. H. Perkin, tada 18-godišnjak, dobio je izazov od svog profesora Augusta Wilhelma von Hofmanna da sintetizira kinin. U jednom je pokušaju Perkin oksidirao anilin koristeći kalijev dikromat, čije su nečistoće toluidina reagirale s anilinom i dale crnu krutinu, što je pretpostavilo "neuspjelu" organsku sintezu. Čisteći tikvicu alkoholom, Perkin je primijetio ljubičaste dijelove otopine.
Pogodan kao bojilo za svilu i tekstil, patentirao ga je Perkin, koji je sljedeće godine otvorio masovnu proizvodnju bojila u Greenfordu na obali kanala Grand Union u Middlesexu. Izvorno se zvao anilinska ljubičasta. 1859. u Engleskoj je dobio ime mauve preko francuskog naziva cvijeta sljeza, a kemičari su ga kasnije nazvali mauvein. Između 1859. i 1861. mauvein je ušao u modu na tržištu. Do 1870. potražnja je pala zbog novijih sintetičkih bojila. Početkom 20. stoljeća američko Nacionalno udruženje slastičara dopuštalo je mauveine kao bojilo za hranu s različitim imenima: rosolan, anilinska ljubičasta, Perkinova ljubičasta, indisin, fenamin, purpurin i lidin. Kasnije je utvrđeno da radnici u industriji anilinskih boja imaju povećan rizik od raka mokraćnog mjehura.

## Azinska bojila
Azinska bojila imaju pirazinski prsten koji kondenziran s aromatskim jezgrama daje kromofor, fenazin. Supstitucijom amino-grupa i hidroksi-grupa u aromatske jezgre u p-položaju prema N-atomu u prstenu dobivaju se bojila. Prvo sintetičko bojilo koje se proizvodilo za komercijalne potrebe spada u ovu grupu. To je mauvein, što ga je pripremio 1856. W. H. Perkin oksidacijom sirovog anilina (koji je sadržavao smjesu izomernih toluidina) natrijevim dikromatom u hladnoj razrijeđenoj sumpornoj kiselini. Danas se više ne upotrebljava.
Bezbojni ili slabo obojeni azinski spojevi s kiselinama tvore snažno obojene soli. Azinska su bojila bazna bojila koja proteinska vlakna bojaju direktno a pamuk tek nakon močenja taninom. Daju obojenja crvena, modra i ljubičasta. Iz ove je grupe tehnički važan safranin T, C.I. 50240, koji se priprema djelovanjem natrijeva nitrita na orto-toluidin-hidroklorid, redukcijom nastalog aminoazotoluena željeznom piljevinom i oksidacijom natrijevim bikromatom uz dodatak anilina, sve u jednom slijedu bez izolacije intermedijara. Spomenuti treba iz ove grupe i Wollechtblau BL, C.I. 50315, koji se dobiva kondenzacijom l,3-dianilino-naftalin-8-sulfonske kiseline s 4-aminodifenilamin-2-sulfonskom kiselinom i naknadnom oksidacijom; upotrebljavaju se i neka druga slično građena bojila.
U ovu grupu spadaju također nigrozini i indulini. To su ljubičasta do modrocrna bojila koja nastaju kondenzacijom nitrobenzena ili aminoazobenzena s anilinom i anilinklorhidratom. Upotrebljavaju se za bojenje papira, kože, plastičnih masa, zatim u proizvodnji hektografskih masa, laštila za kožu i grafičkih boja. Takav je produkt na primjer Indulinbase NF, C.I. 50400; priprema se kratkim grijanjem p-aminoazobenzena sa smjesom anilina i hidroklorida anilina. Iz anilina i hidroklorida anilina uz nitrobenzen priprema se grijanjem na 180 - 200 °C u prisutnosti bakarnih soli; Nigrosinbase N, C.I. 50415, bojilo netopljivo u vodi, a topljivo u uljima, mastima i mnogim otapalima. Iz ovog se bojila nakon sulfuriranja i prevođenja sulfonskih grupa u natrijeve soli priprema u vodi topljivi Nigrosin GF (Indulin WL), C.I. 50420.
U ovu grupu bojila spada i postojano anilinsko crnilo, C.I. 50440, koje nastaje oksidacijom anilina na vlaknu u prisutnosti bakarnih ili vanadijevih soli kao katalizatora. Kao sredstvo za oksidaciju upotrebljava se najčešće kalijev dikromat ili kalijev klorat.

## Anilinske boje
Anilinske boje ili katranske boje, u užem smislu, je naziv za bojila proizvedena od anilina, inače uobičajeni naziv za sva organska sintetska bojila. Prve anilinske boje bile su ljubičasti mauvein (W. H. Perkin, 1856.) i crveni fuksin (1858.). To su istodobno bila i prva organska sintetska bojila, pa su i ostala takva bojila nazvana anilinskima, iako su im polazne tvari sasvim drugi spojevi: derivati katrana kamenog ugljena (antrakinon, naftalen i tako dalje). Sintetska bojila pojavljuju se nakon sinteze mauveina iz anilina. Njihova se tržišna (komercijalna) primjena temeljila na proizvodnji velikih količina anilina iz katrana kamenog ugljena kao sirovine (otuda naziv katranske, odnosno anilinske boje).